# Anastasio Somoza Debayle
Anastasio ("Tachito") Somoza Debayle GColIH (5 de dezembro de 1925 – 17 de setembro de 1980) foi Presidente da Nicarágua e o último membro da família Somoza a ocupar o cargo de Chefe de Estado no país, encerrando uma dinastia que detinha o poder desde 1936.
Era o mais novo dos três filhos de Anastasio Somoza Garcia e Salvadora Debayle. Fez seus primeiros estudos no Instituto Pedagógico de Manágua e depois mudou-se para Nova Iorque, onde deu continuidade a sua formação na La Salle Military Academy, um colégio militar. Por fim ingressou na Academia militar de West Point, na qual se formou em engenharia hidráulica aos 22 anos.
Em 1945, Anastasio Somoza Debayle foi indicado por seu pai, o então presidente da Nicarágua, para ocupar o cargo de chefe da Guarda Nacional, tornando-se o segundo homem mais poderoso do país.
Após as mortes do seu pai e do seu irmão Luis Somoza Debayle, respectivamente em 1956 e 1967, Anastasio Somoza Debayle se tornou o chefe político dos Somoza. Seu governo era tido como horrível, considerado o "Diabo da Nicarágua". Somoza e seu séquito ainda foram acusados de usar em próprio benefício o dinheiro destinado à reconstrução de Manágua, que foi duramente atingida por um terremoto em Dezembro de 1972 e o qual matou cerca de 10 000 pessoas. Embora tenha dado continuidade às práticas dos seus familiares e antecessores no poder isso não impedia que o seu governo fosse apoiado pelos EUA. Com a posse de Jimmy Carter na presidência dos Estados Unidos em 1977 esse apoio foi condicionado ao respeito dos direitos humanos e Somoza retirou o Estado de Sítio vigente desde 1975.
Uma das formas que Somoza Debayle usava para manter o poder era a cooptação dos integrantes da Guarda Nacional através de cargos nas suas inúmeras empresas ou a abertura de negócios que precisassem da autorização do Estado. Somoza Debayle era dono da única companhia aérea da Nicarágua, a Lanica, que fora fundada pelo seu pai e o empresário americano Howard Hughes. A família Somoza quando a Revolução Sandinista tomou o poder tinha 342 propriedades e uma fortuna estimada em 5 bilhões de dólares.
A 19 de Fevereiro de 1968 foi agraciado com o Grande-Colar da Ordem do Infante D. Henrique de Portugal.

## Fuga, exílio e morte no Paraguai
Em 1979, diante do avanço das tropas da Frente Sandinista de Libertação Nacional, renunciou e viajou para Miami, onde tentou se exilar sem sucesso. Obteve refúgio no Paraguai, à época governado por Alfredo Stroessner. No dia 17 de setembro de 1980 foi assassinado numa rua de Assunção com um tiro de bazuca que destruiu seu carro. O ataque que resultou na morte de Somoza foi organizado pelo guerrilheiro argentino Enrique Gorriarán Merlo, que foi o responsável por recrutar os executores entre os sobreviventes do grupo argentino ERP(Exército Revolucionário do Povo) para executar a ação. Segundo Gorriarán quem disparou o tiro de bazuca foi Hugo Irurzun.
Mais tarde, após vazamentos de informações, soube-se que a KGB, a agência governamental que executava os serviços de inteligência e espionagem da União Soviética, foi autorizada por Leonid Brejnev a planejar e prestar todo o apoio necessário para a execução do atentado que no qual Somoza saiu morto.